# NGC 209
NGC 209 es una galaxia espiral barrada localizada en la constelación de Cetus.